# Franziska Brantner
Franziska Katharina Brantner, née le 24 août 1979 à Lörrach dans le Bade-Wurtemberg, est une femme politique allemande, membre du parti Alliance 90/Les Verts. Elle a été députée européenne de juin 2009 à octobre 2013, et siégeait dans le groupe du Parti vert européen, où elle était spécialisée dans les questions internationales. Depuis octobre 2013, elle est députée au Bundestag.
Elle a fait des études de sciences politiques, notamment à Sciences Po Paris et à l'université Columbia. Elle parle couramment l'anglais, le français et l'espagnol. Elle vit actuellement à Heidelberg et à Berlin.

## Biographie
Franziska Brantner grandit à Neuenburg am Rhein, dans le Land de Bade-Wurtemberg et obtient son baccalauréat au lycée franco-allemand de Fribourg. Par la suite, elle travaille auprès de la Fondation Heinrich Böll, fondation associée à Alliance 90/Les Verts, à Tel-Aviv, puis à Washington. Forte de ces expériences, elle se spécialise dans les relations internationales et obtient en 2004 le double diplôme de Sciences Po Paris et de l'université Columbia. En 2010, elle obtient son doctorat à l'Université de Mannheim avec une thèse sur la reformabilité des Nations unies. À Mannheim, elle a également été assistante de recherche du Département de science politique et maître de conférences en politique internationale. Entre 2006 à 2007, elle est assistante de recherche au Centre d'études européennes du St Antony's College de l'université d'Oxford.
Lors de la conférence «Beijing +5» de l'Assemblée générale des Nations unies en 2000 (une conférence de suivi de la Quatrième conférence mondiale sur les femmes à Pékin de 1995), Franziska Brantner remplit la fonction de coprésidente du "Youth Caucus" de la Commission des Nations unies sur la condition de la femme. Pour le Fonds de développement des Nations unies pour la femme (UNIFEM), l'organisation de l'ONU pour les droits de la femme, elle travaille en tant que conseillère et coordonne avec la Présidence française du Conseil de l'Union européenne en 2008 un projet concernant l'élaboration du cadre européen pour la Résolution 1325: les femmes, la paix et la sécurité du Conseil de sécurité des Nations unies. Elle est coauteur d'une étude du Conseil européen des relations étrangères sur la politique européenne des droits de l'homme au sein des Nations unies. À la Fondation Bertelsmann à Bruxelles, elle travaille sur la Politique étrangère et de sécurité commune et sur les réponses européennes à la crise financière.
Franziska Brantner est médiatrice diplômée. Elle parle couramment français, anglais et espagnol et maîtrise l'hébreu. Elle a une fille née en 2010.

## Politique
Franziska Brantner rejoint les Jeunes Verts en 1996 à l'âge de 17 ans. Ensuite, elle devient membre du bureau régional d'Alliance 90/Les Verts dans sa région de Bade-Wurtemberg (1996-1997) et du bureau national (1997-1999). Lorsqu'elle fait ses études à Sciences Po Paris, elle fonde un syndicat vert et coorganise la première "Convention des étudiants européens".
Elle siège à l'Assemblée générale de la Fondation Heinrich Böll, a été membre de la Commission paix et sécurité d'Alliance 90/Les Verts et cosigne le programme électoral du parti pour les élections européennes de 2009.
Lors des élections européennes en 2009, Franziska Brantner obtient l'un des 14 sièges remportés par les Verts allemands au Parlement européen. Elle y appartient au groupe politique des Verts / ALE dont elle est la porte-parole pour les affaires étrangères. Elle est membre de la Commission des affaires étrangères du Parlement européen et la reportrice permanente du Parlement pour l'Instrument de stabilité de l'Union européenne pour la gestion de crise, la prévention des conflits et la construction de la paix. En tant que suppléante, elle appartient à la Commission des droits de la femme et de l'égalité des genres et à la Commission des budgets.
En 2010, Franziska Brantne soutient l'initiative du Groupe Spinelli qui vise à relancer la recherche d'un fédéralisme au sein de l'Union européenne. Pendant la crise de l'euro, elle plaide pour la solidarité des États-membres et le respect de la responsabilité communautaire.
En 2012, elle est nommée candidate d'Alliance 90/Les Verts aux Élections fédérales allemandes de 2013. Elle est élue en 2013 et siège depuis au Bundestag au sein du groupe Alliance 90/Les Verts.